# Linnåstjärnen
Linnåstjärnen är en sjö i Bollnäs kommun i Hälsingland och ingår i Testeboåns huvudavrinningsområde. Sjön har en area på 0,0561 kvadratkilometer och ligger 352,4 meter över havet.

## Delavrinningsområde
Linnåstjärnen ingår i det delavrinningsområde (677842-152663) som SMHI kallar för Utloppet av Rocksjön. Medelhöjden är 334 meter över havet och ytan är 4,2 kvadratkilometer. Räknas de 3 avrinningsområdena uppströms in blir den ackumulerade arean 23,76 kvadratkilometer. Jönsån som avvattnar avrinningsområdet har biflödesordning 2, vilket innebär att vattnet flödar genom totalt 2 vattendrag innan det når havet efter 91 kilometer. Avrinningsområdet består mestadels av skog (86 procent). Avrinningsområdet har 0,41 kvadratkilometer vattenytor vilket ger det en sjöprocent på 9,7 procent.